# Kim Christiansen
Kim André Christiansen (Drammen, 8 de mayo de 1976) es un deportista noruego que compitió en snowboard, especialista en la prueba de halfpipe.
Ganó dos medallas en el Campeonato Mundial de Snowboard, oro en 2001 y bronce en 2005.

## Medallero internacional
| Campeonato Mundial | Campeonato Mundial            | Campeonato Mundial | Campeonato Mundial |
| Año                | Lugar                         | Medalla            | Competición        |
| ------------------ | ----------------------------- | ------------------ | ------------------ |
| 2001               | Madonna di Campiglio (Italia) | Medalla de oro     | Halfpipe           |
| 2005               | Whistler (Canadá)             | Medalla de bronce  | Halfpipe           |